# Orimulsion
Il derivato dal petrolio noto come Orimulsion è un marchio registrato per un combustibile fossile a base di bitume che venne sviluppato per l'uso industriale dalla compagnia venezuelana Intevep, la filiale di ricerca e sviluppo di PDVSA (PDVSA), in seguito ad una precedente collaborazione sullo studio, estrazione, raffinazione e commercializzazione di emulsioni di petrolio, ricerche intraprese assieme alla British Petroleum.

## Fonte del bitume
Il bitume è una miscela di vari tipi di idrocarburi che si trova in natura e che può essere estratto con metodi di recupero avanzato (reiniezione di vapore) dal più grande deposito mondiale nella Fascia dell'Orinoco (Faja bituminosa del Orinoco), a nord dello Stato Bolívar, nel Venezuela.

## Preparazione
Il bitume grezzo ha una viscosità estremamente alta, una densità dai 8 a 10 gradi API, a temperatura ambiente) e non è adatto all'utilizzo in centrali convenzionali di potenza alimentate da olio combustibile. L'Orimulsion viene costituita miscelando il bitume con circa il 30% di acqua dolce e con una piccola quantità di una sostanza surfattante. L'emulsione risultante ha caratteristiche di fluidità e viscosità simili a quelle del petrolio. Un surfattante basato sull'alcool ha sostituito la versione originale con surfattante fenolico, migliorando così le proprietà di trasporto del carburante ed eliminando i pericoli per la salute associati al gruppo fenolico dei surfattanti.

## Vantaggi
Come carburante per la generazione di elettricità, la Orimulsion ha un certo numero di caratteristiche positive:
- È relativamente facile e sicuro da produrre, trasportare, maneggiare ed immagazzinare
- È facile da accendere ed ha buone caratteristiche di combustione
- Può essere impiegato in centrali elettriche progettate inizialmente per bruciare olio combustibile pesante oppure carbone, con adeguate ed economiche modifiche.

## Declino della sua commercializzazione
L'Orimulsion viene attualmente usata come un carburante commerciale per caldaie alimentate ad olio combustibile in centrali energetiche di tutto il mondo (ad esempio Canada, Giappone, Italia, Lituania e Cina). L'utilizzo di questo carburante era maggiore nel recente passato e la domanda di esso era al suo picco quando i prezzi del petrolio cominciarono ad aumentare a livelli stratosferici. Nonostante questo, dopo il grande sciopero della PDVSA del 2003, molti tra i migliori ingegneri vennero licenziati come punizione. La Orimulsion era stata l'orgoglio dei migliori ingegneri della PDVSA, e dunque il progetto Orimulsion cadde in disgrazia, via via che veniva sostituita la dirigenza con nuovi funzionari graditi al nuovo corso politico del Movimento Quinta Repubblica.
Dal momento che l'Orimulsion è in parte un concorrente del carbone, ma è anche un forte concorrente rispetto al resto del petrolio di bassa qualità prodotto in Venezuela, che ne deprime i prezzi, il governo ha deciso di non supportare come prima il programma Orimulsion. L'unica eccezione a questa regola sono le vendite di Orimulsion alla Cina. Il governo venezuelano di Hugo Chávez ha forti legami commerciali e politici con la Cina, così come con Cuba. Il risultato è che la Cina riceve ancora l'Orimulsion, mentre per il resto del mondo le forniture sono state sospese, oppure sono ancora nella fase di rapida decrescita.
Un'altra ragione è che con l'aumento dei prezzi di petrolio grezzo è stato trovato che mescolando o diluendo il bitume dell'Orinoco (olio extra-pesante) con un olio più leggero può rendere questa miscela un grezzo più conveniente rispetto a venderlo come Orimulsion sul mercato globale. Un esempio di questo è la miscela Merey (bitume dell'Orinoco e petrolio greggio Mesa).
Le tecnologie per il controllo degli inquinanti atmosferici che sono comunemente utilizzabili possono limitare le emissioni dall'Orimulsion a livelli considerati Best Available Control Technology, come definito dall'Environmental Protection Agency degli Stati Uniti.